# Radiație cosmică
Radiația cosmică este radiația de natură corpusculară provenită direct din spațiul cosmic („radiație cosmică primară”) sau din interacțiunile acesteia cu particulele din atmosferă („radiație cosmică secundară”). La radiația cosmică nu este vorba deci de un câmp electromagnetic, și nici măcar de fascicule sau raze de particule elementare, ci de particule individuale. Radiația cosmică străbate atmosfera Pământului și ajunge la suprafața sa; intensitatea ei variază mult cu altitudinea.
Radiația cosmică primară este formată îndeosebi din protoni și din alte nuclee atomice, lipsite complet de învelișul electronic, precum și din alte particule, și are ca origine procesele interstelare, unde particulele dobândesc energii uriașe (până la 10 19 megaelectronvolți).
Radiația cosmică secundară conține îndeosebi particule elementare:
- stabile (electroni, pozitroni, etc)
- instabile (mezoni, hiperoni, etc).

A nu se confunda cu radiația cosmică de fond, radiație mult mai slabă ce provine din perioada incipientă a universului, argument puternic în favoarea teoriei Big Bang.

## Istoric
În anii 1900 fizicienii cercetau conductibilitatea electrică în gaze. Observând cum se descarcă un electroscop, au emis ipoteza că acesta este traversat de o radiație de slabă intensitate cu origine extraterestră, atribuind fenomenului și o influență a radioactivității scoarței terestre.
În 1910 Albert Gockel a ridicat un electroscop la 4.000 m cu ajutorul unui balon, constatând că nu se observă o scădere a acestei radiații parazite.
În 1912 Victor Franz Hess a arătat că intensitatea radiației crește cu altitudinea, rezultatele sale fiind confirmate și de Werner Kolhorster care a observat o intensitate a ionizării parazite la 9.000 m de zece ori mai mare decât cea de la nivelul mării.
Originea extraterestră a noilor radiații, care erau mai pătrunzătoare decât radiațiile gamma,  a fost admisă unanim abia în 1926. Au fost denumite „radiații cosmice” și „ultraradiații gamma”. Mai târziu s-a descoperit că nu este vorba de raze sau radiații propriu-zise, ci de particule.
În 1927 fizicianul olandez Jacob Clay a descoperit că intensitatea radiației cosmice descrește de la pol spre ecuator (efectul de latitudine).
În 1927 Dmitri Skobelțîn, folosind o cameră Wilson, a fotografiat traiectoria particulelor încărcate din radiația cosmică secundară și a determinat impulsul particulelor.
În 1933 a fost descoperit și efectul est-vest, caracterizat prin acumularea unui surplus de particule provenite dinspre vest (datorită orientării lor în câmpul geomagnetic).Tot în 1933, Bruno Benedetto Rossi constată că radiația are două componente: componenta dură și componenta moale. Componenta moale poate fi oprită de un ecran de plumb de 10 cm grosime, iar componenta dură este atenuată la jumătate de un ecran de plumb gros de un metru.
În 1934 K. Bethe și Walter Heitler au elaborat teoria jerbelor.
În 1940 Marcel Schein a dovedit că radiațiile cosmice primare sunt alcătuite din protoni.
După anul 1948 s-a descoperit mai întâi existența, alături de cea a protonilor primari, a unor nuclee de diferite elemente (de la heliu până la fier și chiar mai grele), lipsite în întregime de electronii lor. Aceste nuclee se dezintegrează rapid la contactul cu atmosfera.
Pâna în 1953 se stabilise că intensitatea radiației cosmice crește de la sol până la altitudinea de 20 km, apoi descrește până la 40 km. După 1953 fizicianul american James Van Allen a pus în evidență o creștere a intensității radiației de energie slabă până la 100 km altitudine. Anul 1958 a condus la descoperirea centurilor de radiații, vezi Centura de radiații Van Allen. Pământul este înconjurat de două centuri de radiații. Zona interioară, mai îngustă, se află la o altitudine de 3.600 km, iar zona exterioară se află la o distanță medie de 16.000 km, având o grosime maximă de circa 6.000 km, atât cât raza terestră. Între aceste două zone circulă electroni cu energii de sute de keV și protoni cu energii de zeci de keV, nivelul de radiație fiind de un milion de ori mai mare decât cel al radiației cosmice înregistrate la sol.
După apariția marilor acceleratoare de particule, fizica energiilor înalte s-a despărțit de cea a radiațiilor cosmice.

## Importanță
Radiațiile cosmice au fost descoperite la începutul secolului XX și au constituit o sursă de particule de mare energie, necesare în studiul proprietăților materiei. Radiațiile cosmice conținând particule cu o energie neegalată au devenit un puternic instrument în studiul universului și al istoriei sale.